# Wereldbeker schaatsen 2017/2018 - Wereldbeker 5
De wereldbeker schaatsen 2017/2018 wereldbeker 5 is de vijfde wedstrijd van het wereldbekerseizoen en vinden plaats van 19 tot en met 21 januari 2018 op de Gunda Niemann-Stirnemann Halle in Erfurt.
Naast de wereldbekerpunten is het tevens de kwalificatie voor deelname aan het WK sprint en WK allround.

## Tijdschema
| Datum               | Tijd (MET) | Onderdeel                                                                                              |
| ------------------- | ---------- | --- |
| Vrijdag 19 januari  | 14:30      | 1ste 500 m vrouwen 1ste 500 m mannen ploegenachtervolging vrouwen ploegenachtervolging mannen          |
| Zaterdag 20 januari | 13:30      | 2ste 500 m vrouwen 2ste 500 m mannen 1500 m vrouwen 1500 m mannen massastart vrouwen massastart mannen |
| Zondag 21 januari   | 13:30      | 1000 m vrouwen 1000 m mannen 3000 m vrouwen 5000 m mannen                                              |

## Podia

### Mannen
| Wedstrijd          | Goud                                  | Tijd      | Zilver                                | Tijd    | Brons                        | Tijd    |
| 1e 500 m           | Pavel Koelizjnikov Rusland            | 35,03     | Michel Mulder Nederland               | 35,08   | Artjom Koeznetsov Rusland    | 35,10   |
| 2e 500 m           | Håvard Holmefjord Lorentzen Noorwegen | 34,85     | Jan Smeekens Nederland                | 34,95   | Alex Boisvert-Lacroix Canada | 35,00   |
| 1e 1000 m          | Kjeld Nuis Nederland                  | 1.08,57   | Hein Otterspeer Nederland             | 1.08,96 | Mika Poutala Finland         | 1.08,99 |
| 2e 1000 m          | Kjeld Nuis Nederland                  | 1.08,40BR | Håvard Holmefjord Lorentzen Noorwegen | 1.08,66 | Denis Joeskov Rusland        | 1.08,95 |
| 1500 m             | Denis Joeskov Rusland                 | 1.45,33   | Sverre Lunde Pedersen Noorwegen       | 1.45,76 | Marcel Bosker Nederland      | 1.46,28 |
| 5000 m             | Sverre Lunde Pedersen Noorwegen       | 6.14,66   | Nicola Tumolero Italië                | 6.16,11 | Ted-Jan Bloemen Canada       | 6.17,11 |
| Sprintcombinatie   | Håvard Holmefjord Lorentzen Noorwegen | 69,180    | Nico Ihle Duitsland                   | 69,540  | Mika Poutala Finland         | 69,545  |
| Allroundcombinatie | Sverre Lunde Pedersen Noorwegen       | 72,719    | Marcel Bosker Nederland               | 73,599  | Bart Swings België           | 73,641  |

### Vrouwen
| Wedstrijd          | Goud                       | Tijd    | Zilver                       | Tijd    | Brons                       | Tijd    |
| 1e 500 m           | Karolína Erbanová Tsjechië | 37,82   | Vanessa Herzog Oostenrijk    | 37,92   | Angelina Golikova Rusland   | 38,10   |
| 2e 500 m           | Vanessa Herzog Oostenrijk  | 37,88   | Karolína Erbanová Tsjechië   | 37,96   | Olga Fatkoelina Rusland     | 38,28   |
| 1e 1000 m          | Jorien ter Mors Nederland  | 1.15,20 | Marrit Leenstra Nederland    | 1.15,55 | Jekaterina Sjichova Rusland | 1.15,91 |
| 2e 1000 m          | Vanessa Herzog Oostenrijk  | 1.15,26 | Hege Bøkko Noorwegen         | 1.15,52 | Jekaterina Sjichova Rusland | 1.16,06 |
| 1500 m             | Ireen Wüst Nederland       | 1.55,66 | Marrit Leenstra Nederland    | 1.55,75 | Ida Njåtun Noorwegen        | 1.56,66 |
| 3000 m             | Ivanie Blondin Canada      | 4.04,86 | Antoinette de Jong Nederland | 4.05,45 | Martina Sáblíková Tsjechië  | 4.05,91 |
| Sprintcombinatie   | Vanessa Herzog Oostenrijk  | 75,15   | Karolína Erbanová Tsjechië   | 75,915  | Jorien ter Mors Nederland   | 75,980  |
| Allroundcombinatie | Ivanie Blondin Canada      | 80,016  | Antoinette de Jong Nederland | 80,191  | Martina Sáblíková Tsjechië  | 80,281  |